# Пірам і Фісба

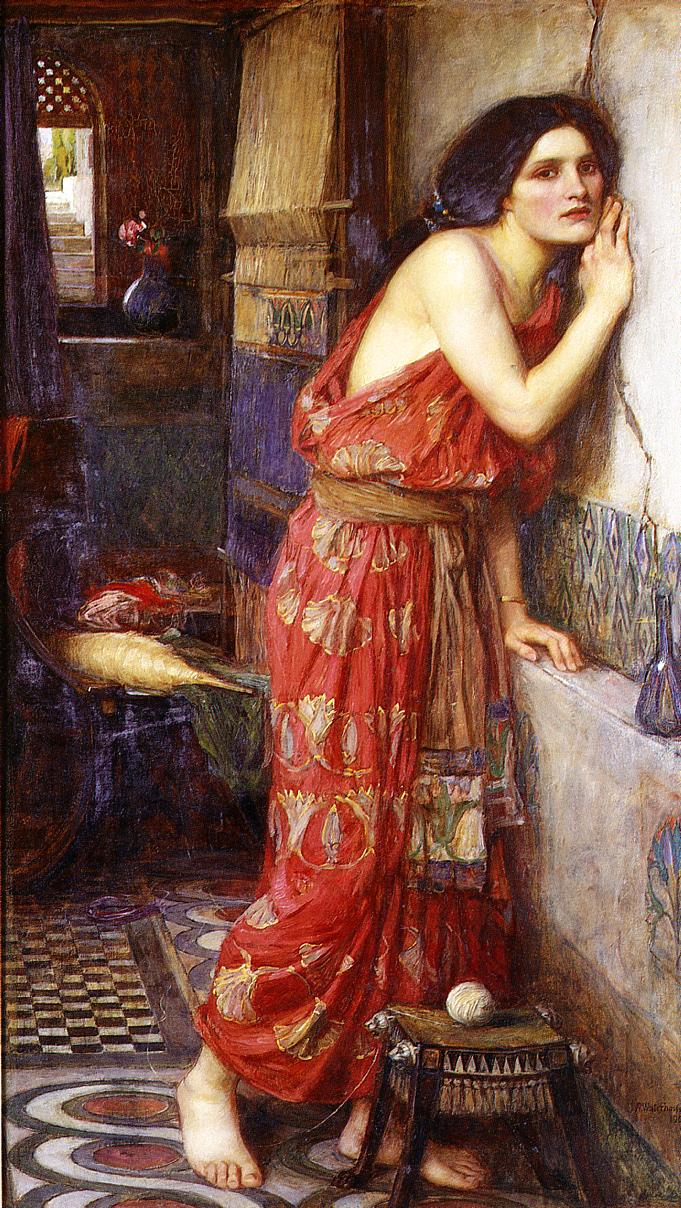
Фісба, Джон Вільям Уотерхаус, 1909.

Пірам і Фісба — пара нещасних закоханих, історія яких є частиною твору Овідія  «Метаморфози». Відтоді історію переповідали багато авторів.

## Сюжет
У творі Овідія «Метаморфози» Пірам і Фісба — це двоє закоханих з міста Вавилон, які проживають у з'єднаних (сусідніх) будинках, батьки яких ворогують і через це заборонили їм одружуватися. Через щілину в одній із стін вони перешіптуються один з одним про своє кохання і домовляються про зустріч біля гробниці Нінуса, під тутовим деревом, щоб засвідчити свої почуття. 
Фісба прибуває першою, але, побачивши левицю з закривавленою пащею, яка нещодавно вполювала здобич, вона тікає, залишаючи свій плащ. Прибувши до місця зустрічі Пірам з жахом помічає розірваний левицею плащ Фісби зі слідами крові на ньому. Припускаючи, що його кохану вбив дикий звір, Пірам вбиває себе, впавши на свій меч (типовий вавилонський спосіб покінчити життя самогубством), а бризки його крові забарвлюють листя білої шовковиці. 
Фісба повертається, з наміром розповісти Піраму про свою пригоду, натомість знаходить його мертве тіло під тінню тутового дерева. Впавши в розпач вона вбиває себе тим же мечем. 
Боги, що чули розпачливий лемент Фісби, назавжди змінюють колір плодів шовковиці, в пам'ть про заборонене кохання Пірама і Фісби, які були вірними один одному до самого кінця.

## Походження
Хоча, поема Овідія - це найстаріша збережена версія оповідання, що опубліковане у 8 році нашої ери, однак це адаптований існуючий етіологічний міф. У розповіді Овідія Пірам і Фісба жили у Вавилоні, а Ктесій розмістив гробницю свого уявного царя Ніна поблизу цього міста. Міф, ймовірно, виник у Кілікії (частина Вавилонської імперії Ніна), оскільки Пірамос — це історична грецька назва місцевої річки Джейхан. Метаморфоза в первинній історії включає в себе перетворення Пірама в цю річку, а Фісби в джерело поблизу. Мозаїка 2-го століття, знайдена поблизу Неа-Пафосу на Кіпрі, зображує цю старішу версію міфу.

## Адаптації

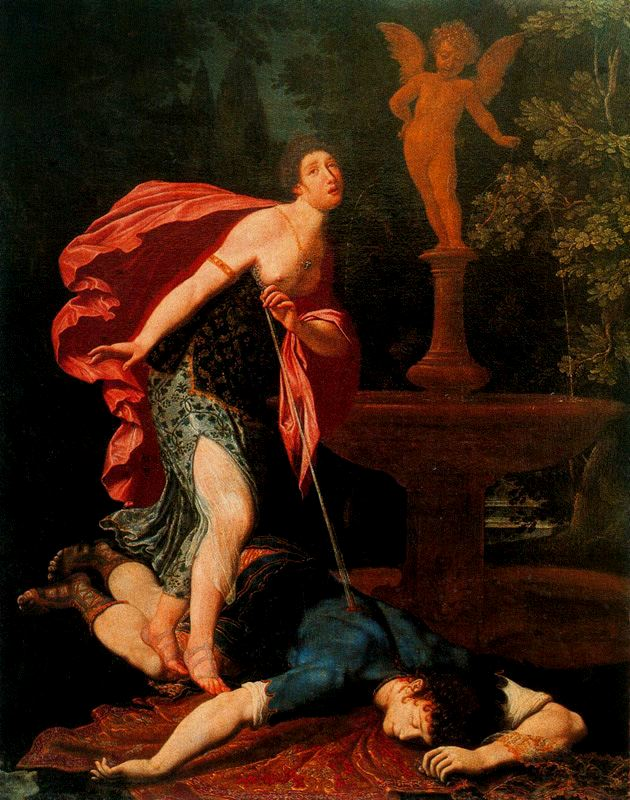
Пірам і Фісба Грегоріо Пагані. Галерея Уффіці.

Історія Пірама і Фісби має своє відображення у творі Джованні Боккаччо «Про відомих жінок» у біографії номер дванадцять (іноді тринадцять)  та в його «Декамероні» у п’ятій історії на сьомий день, де відчайдушна домогосподарка закохується у свого сусіда. Вона спілкується з ним через щілину в стіні і привертає його увагу, кидаючи шматки каменю та соломи крізь цю щілину.
У 1380-х роках оповідання про Пірама та Фісбу вперше було адаптоване англійською мовою в творах Джеффрі Чосера «Легенда про хороших жінок» та Джона Гауера «Сповідь Амантіса». Однак, адаптація історії Гауером має дещо застережливий характер. Твір «Аморій і Клеоп» Джона Метама (1449 р.) — ще одна рання англійська адаптація.
Трагедія «Ромео і Джульєтта» також походить з історії описаної Овідієм. Тут найвідоміші закохані не можуть бути разом, тому що батьки Джульєтти заручили її з іншим чоловіком, і дві сім’ї тримають давню образу. Як і в «Пірамі та Фісбі», помилкова віра в смерть одного із коханців призводить до послідовних самогубств обидвох. Найперша версія «Ромео і Джульєтти» була опублікована в 1476 році Мазуччо Салернітано, а сучасної інтерпретації  їй надав Луїджі да Порто в 1524 році. Вважається, що Салернітано і Да Порто були натхненні творами Овідія та Боккаччо.   Однак найвідомішою версією є твір Шекспіра 1590-х років, що є драматизацією поеми Артура Брука 1562 року «Трагічна історія Ромео і Джульєтти», яка в свою чергу є перекладом з французької мови повісті Да Порто.  
У творі Шекспіра «Сон в літню ніч» (дія 5, сцена 1), написаному в 1590-х роках, піддані царя Тезея розігрують п’єсу «Пірам і Фісба». Їхня постановка груба і, здебільшого, погано виконана, аж до останніх монологів Ніка Боттома в ролі Пірама і Френсіса Флейти в ролі Фісби. Тема забороненого кохання також присутня і в самому творі «Сон літньої ночі» (хоча менш трагічно і похмуро). Дівчина Гермія не може вийти заміж за коханого чоловіка Лісандра, тому що її батько Егей зневажає його і бажає видати її заміж за Деметрія, хоча і Гермія, і Лісандр впевнені, що в Деметрія закохана інша дівчина – Олена.
У телевізійному шоу 1964 року «Навколо Beatles» The Beatles виконали жартівливу постановку «Пірам і Фісба». В основу постановки лягла адаптація Вільяма Шекспіра. У виставі фігурували Пол Маккартні у ролі Пірама, Джон Леннон у ролі його коханої Фісби, Джордж Харрісон у ролі Муншайна, Рінго Старр у ролі Лева  та Тревор Пікок у ролі Айви.
Іспанський поет Луїс де Гонгора написав «Байку про Пірама і Фісбу» у 1618 році, а французький поет Теофіль де Віо написав у 1621 році трагедію на п’ять дій «Трагічне кохання Пірама та Фісби».
У 1718 році Джузеппе Антоніо Брешіанелло написав свою єдину оперу «Фісба» для двору Вюртемберга. 
Франсуа Франсер і Франсуа Ребель створили ліричну трагедію в п’яти діях і пролог, з лібрето Жана-Луї-Ігнаса де Ла Серра «Пірам і Фісба», яка була представлена в Королівській академії музики 17 жовтня 1726 року. 
Також, розповідь була адаптована Джоном Фредеріком Лампом як «Фактна опера» у 1745 році.  
У 1768 році, у Відні Йоганн Адольф Хассе написав серйозну оперу на цю казку під назвою «Piramo e Tisbe» (Пірам і Фісба) .

## У мистецтві

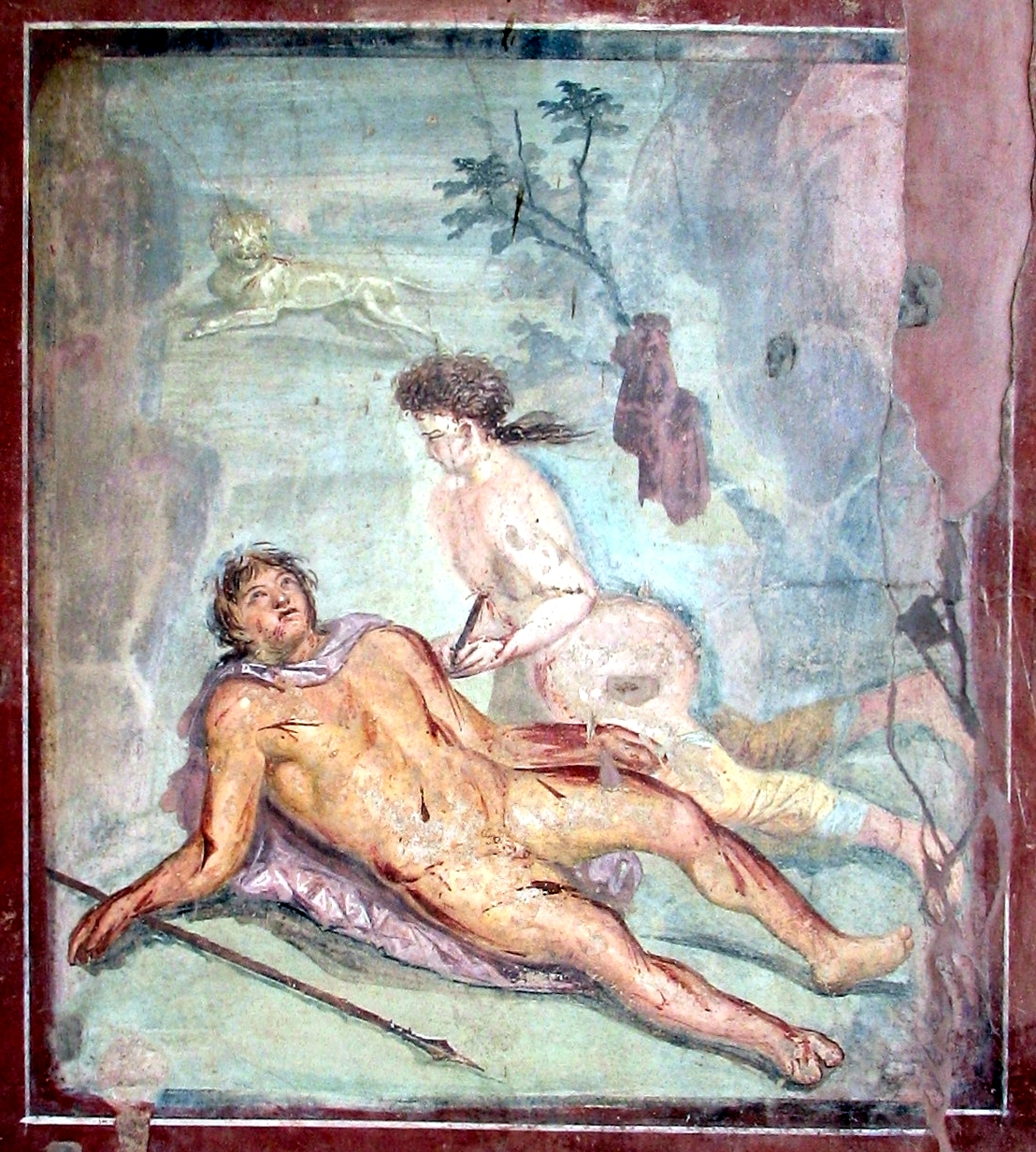
Живопис в Помпеях
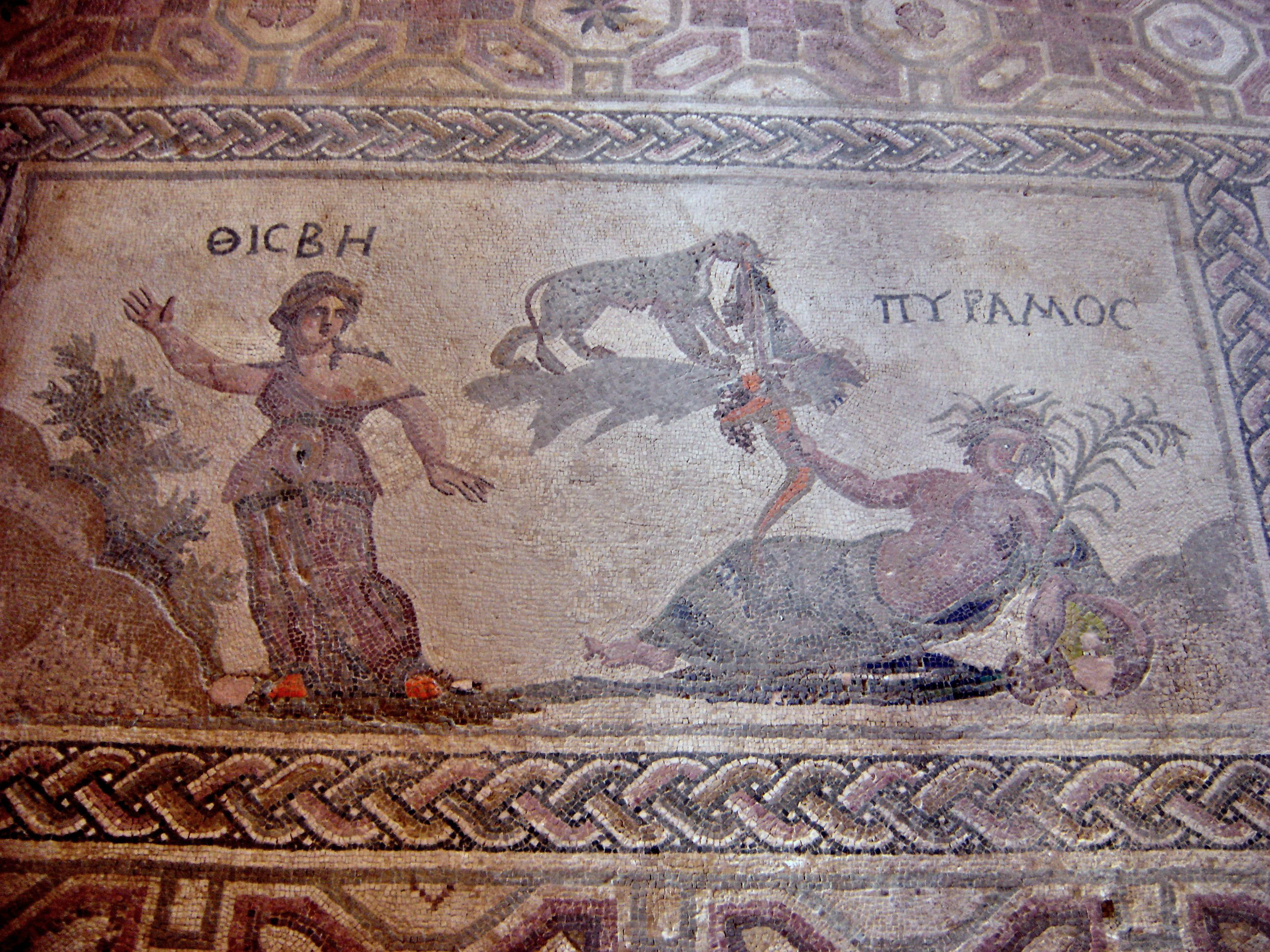
Римська мозаїка в Пафосі, Кіпр
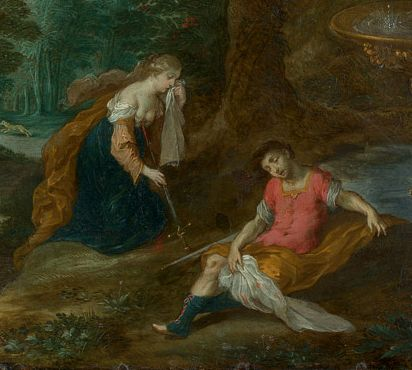
Картина, що приписується Ясперу ван дер Лаанену (1585–1634)
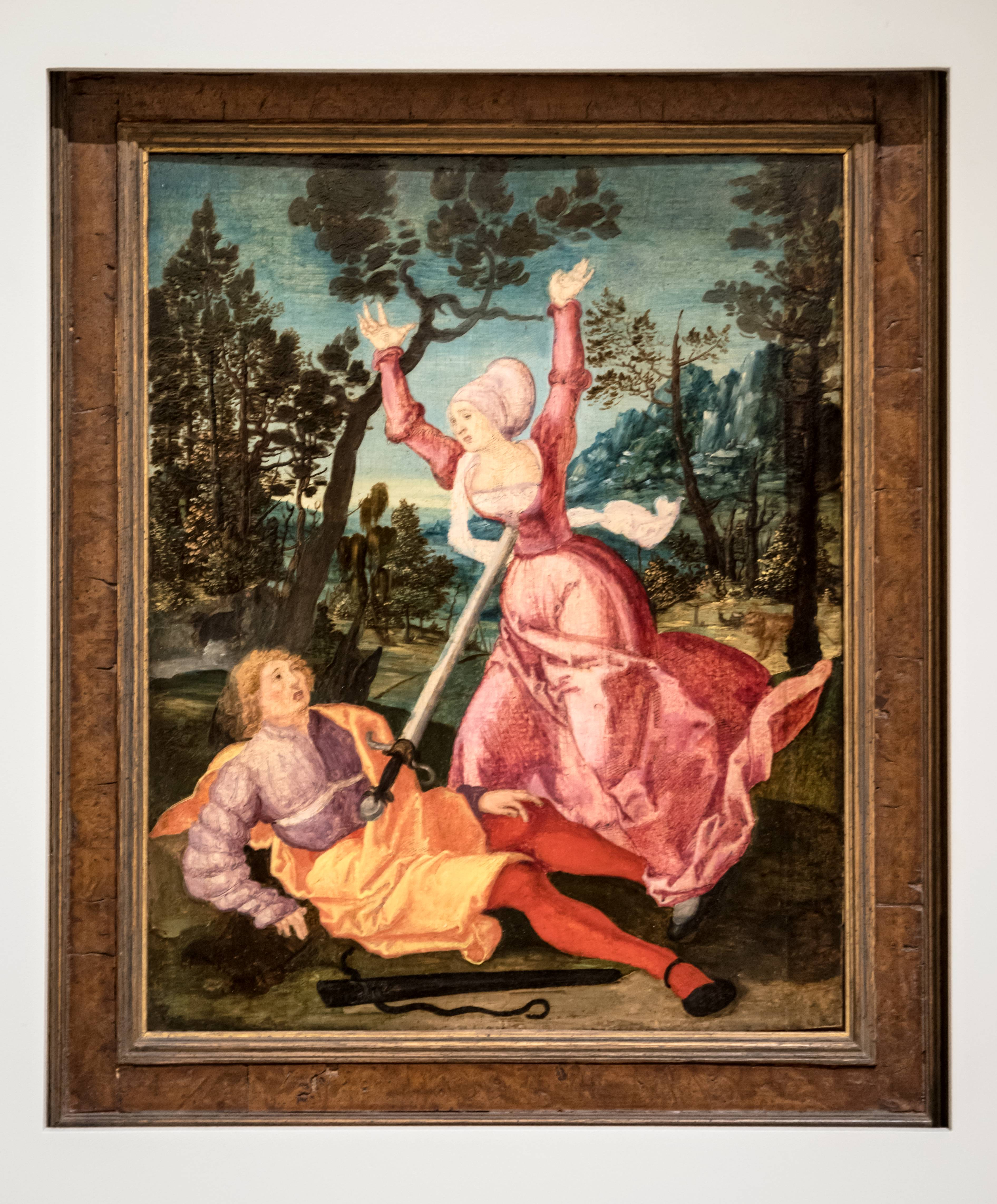
16 століття, музей Унтерлінден, Кольмар
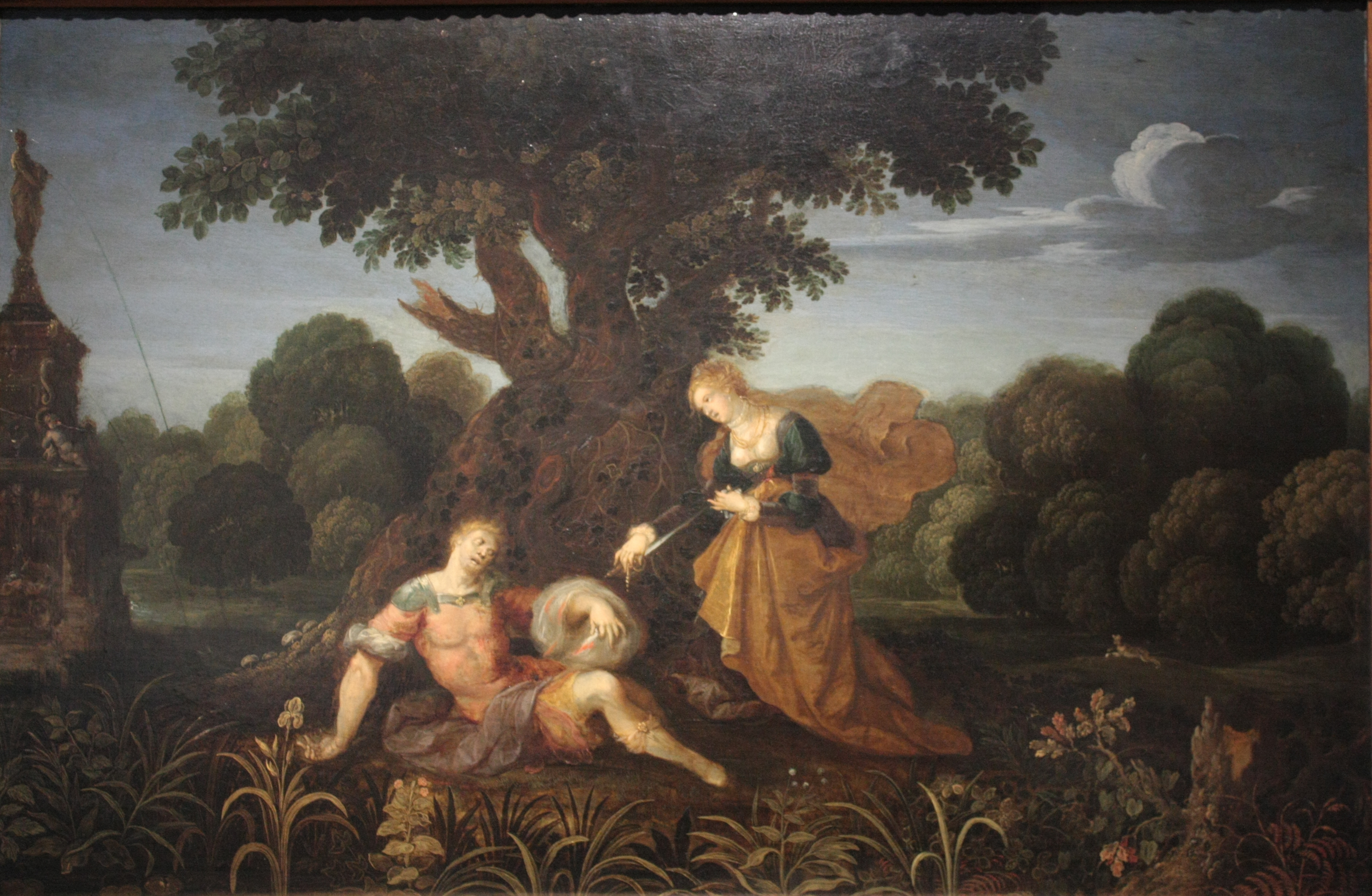
Ніколаус Кнюпфер, початок 17 ст
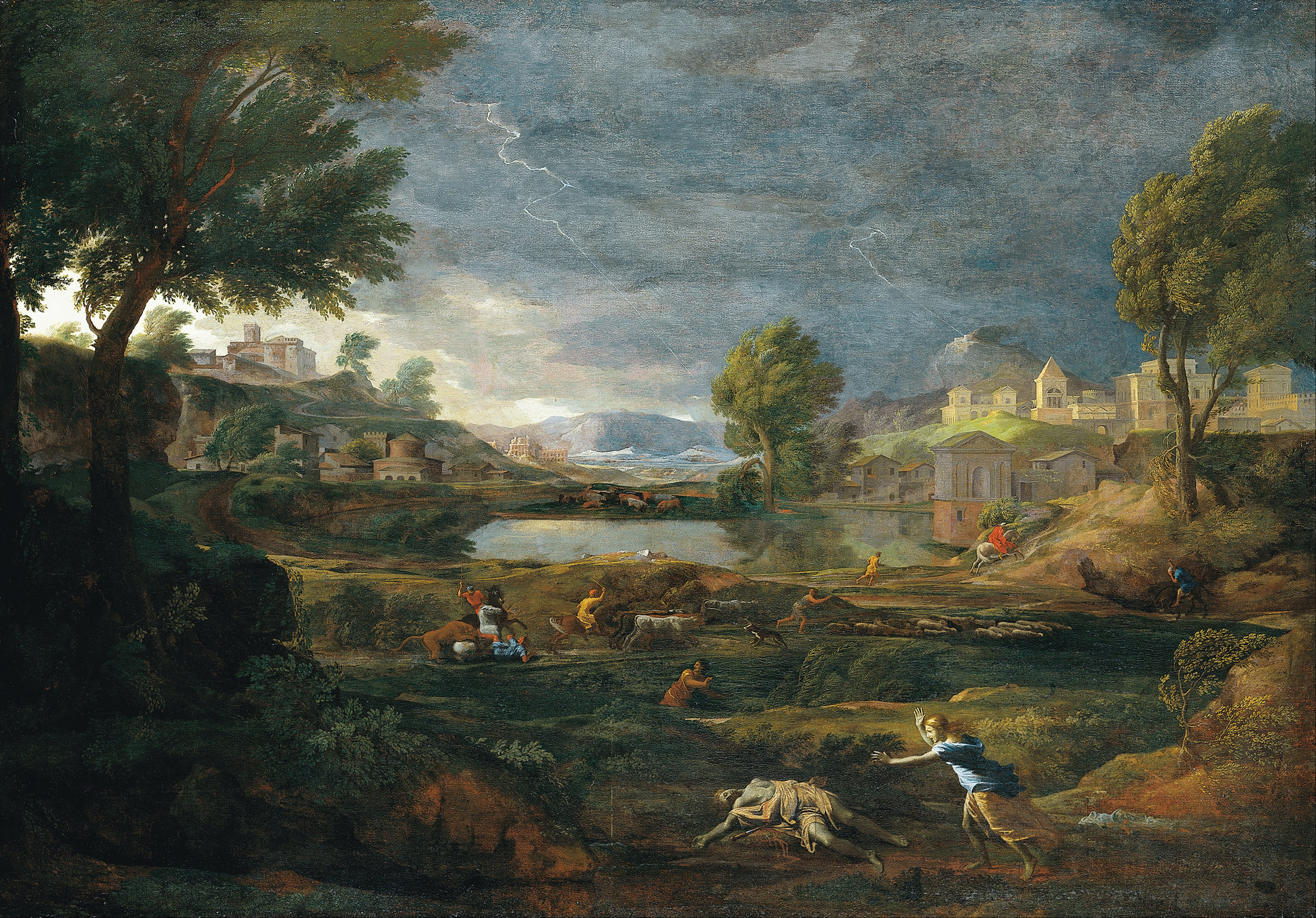
Ніколас Пуссен, 1651 р
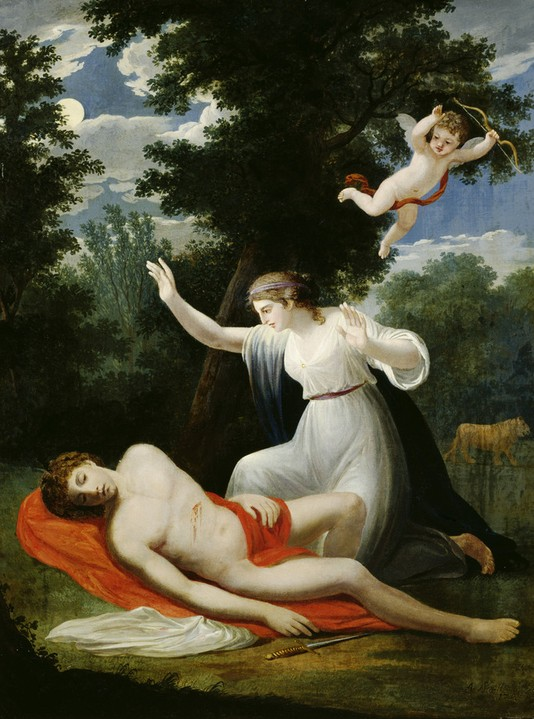
Андреас Нессельталер, 1795 р
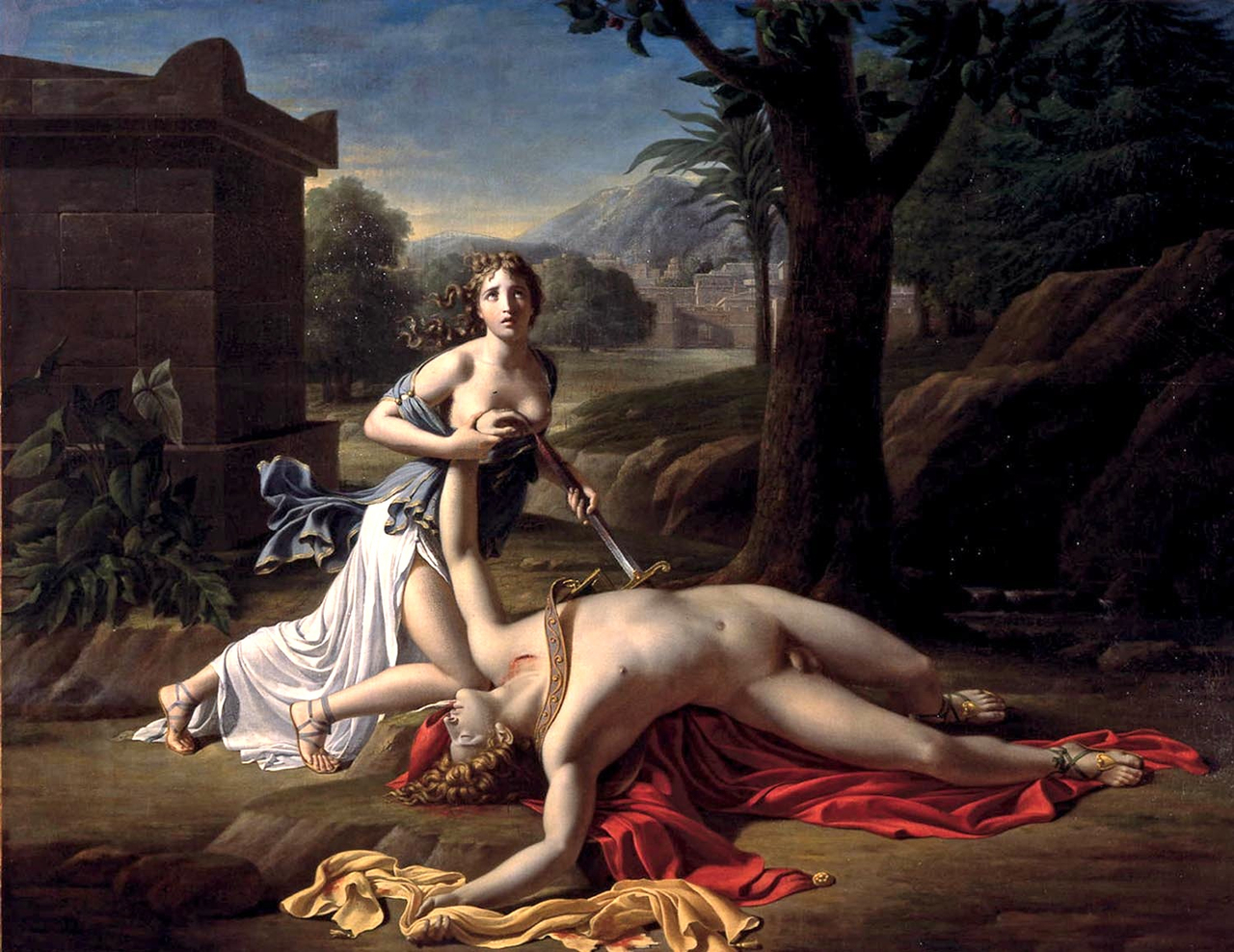
П'єр Готеро, 1799 рік

1. ↑  Miller, John F.; Newlands, Carole E. (2014). A Handbook to the Reception of Ovid. John Wiley & Sons. с. 38—39. ISBN 1118876121.
2. ↑  Virginia Brown's translation of Giovanni Boccaccio's Famous Women, pp. 27-30; Harvard University Press 2001; ISBN 0-674-01130-9
3. ↑  Prunster, Nicole (2000). Romeo and Juliet Before Shakespeare: Four Early Stories of Star-crossed Love. Toronto: Centre for Reformation and Renaissance Studies. ISBN 0772720150.
4. ↑  Athens. The palace of THESEUS: A Midsummer Night's Dream, Act 5, Scene 1
5. ↑  Shakespeare, Ovid, and the Adaptation of “Pyramus and Thisbe”